# Etherlipide

Een etherlipide met een etherbinding op de 1-positie en een esterbinding op de 2-positie

Een etherlipide of alkoxyglyceride is een glyceride waarin een OH-groep van de glycerol, vaak de OH-groep op de 1-positie, verbonden is aan een vetzuurketen door middel van een etherbinding. In tegenstelling tot de meeste lipiden is er sprake van een etherbinding in plaats van een esterbinding. Naast glycerol kan een etherlipide in bepaalde gevallen ook een andere alkylgroep bevatten. Men gaat echter gewoonlijk uit van een glyceride.
In organismen spelen etherlipiden een rol in membraanopbouw. Bij bepaalde fosfolipiden is een van de vetzuren verbonden door een etherbinding, een andere door een esterbinding en de laatste door een acylbinding. De meeste fosfolipiden bevatten twee esterbindingen. In de biochemie kan een etherlipide ook verwijzen naar een alkylglycerol: dit zijn glyceriden met een ethergebonden vetzuur op de 1-positie en de andere twee posities op de glycerol onbezet. De vorming van etherlipiden bij zoogdieren vereist twee enzymen, DHAPAT en ADAPS, die voorkomen in peroxisomen. Slecht functionerende peroxisomen leiden vaak tot onvoldoende productie van etherlipiden.